# Lene Egeli
 (août 2025).
Si vous disposez d'ouvrages ou d'articles de référence ou si vous connaissez des sites web de qualité traitant du thème abordé ici, merci de compléter l'article en donnant les références utiles à sa vérifiabilité et en les liant à la section « Notes et références ».
Lene Egeli, née en 1987 à Stavanger, est un mannequin norvégien.

## Carrière
Elle remporte le concours Miss Norvège en 2008 puis la même année, représente son pays à Miss Monde. Ce dernier a lieu à Johannesbourg, en Afrique du Sud le 13 décembre 2008. Il est remporté par Ksenia Soukhinova, Miss Russie, Lene est sélectionnée dans le top 32 de l'épreuve Top-modèle mais elle ne se classe pas parmi les finalistes le soir de l'élection.
Elle est mannequin, et participe à la version norvégienne (en) de l'émission de téléréalité américaine Top Model sur TV3, elle est finaliste de la 1re saison uniquement diffusé en Norvège. Elle prête son image à des publicités pour Revlon. Elle vit actuellement à Oslo.